# Csungsan
Csungsan (egyszerűsített kínai írással: 中山市, pinjin: Zhōngshān Shì) prefektúra szintű város Kínában, Kuangtung tartományban. Lakosainak száma 4 418 060 fő (2020).

## Népesség
| 2017 | 3 260 000 |
| 2020 | 4 418 060 |

## Testvérvárosok
- Honolulu megye
- Culiacán Rosales
- Culiacán Municipality
- Burnaby
- Honolulu